# Gmina Tomislavgrad
Gmina Tomislavgrad (boś. Općina Tomislavgrad) – gmina w Bośni i Hercegowinie, w kantonie dziesiątym. W 2013 roku liczyła 31 592 mieszkańców.